# Ауду, Ишая
Ишая Ша’айбу Ауду (англ. Ishaya Sha'aibu Audu; 1 марта 1927, Анчау, Колониальная Нигерия — 29 августа 2005, США) — нигерийский государственный деятель, министр иностранных дел Нигерии (1979—1983).

## Биография
Окончил Университетский колледж в Ибадане, в 1954 г. — Лондонский университет, в 1958 г. — Ливерпульский университет.
В 1962—1966 гг. — читал лекции по медицине болезням в Университете Лагоса,
с 1966 г. — вице-канцлер Университета Ахмаду Белло, также (1964—1968) работал доцентом в университете Рочестера, Нью-Йорк, и в университете Огайо в Атенсе, штат Огайо.
Был членом Нигерийской народной партии, в 1979—1983 гг. — министр иностранных дел Нигерии в администрации президента Шеху Шагари, также являлся постоянным представителем страны при ООН. После военного переворота 1983 г. в течение одного года находился под стражей.
После освобождения организовал частную врачебную практику в своей больнице в Самару, также основал свою собственную церковь.